# Antická řecká filozofie
Antická řecká filozofie tvoří nejdůležitější součást (západní) antické filozofie. Rozvíjela se zhruba v období od 6. stol. př. n. l. do konce starověku. Starořečtí filozofové jsou považováni za zakladatele západního vědeckého myšlení a mají pro filozofii dodnes zásadní význam, neboť otevřeli hlavní filozofické otázky a vypracovali základy filozofické metody. Už ve starověku se z filozofie vydělila astronomie, matematika a geometrie a filozofové položili základy většiny dalších věd.

## Vznik
Řecká filozofie vznikla jako způsob racionálního uvažování a argumentování o otázkách o původu světa, o dobru a zlu, o postavení člověka, o povaze společnosti a podobně, na něž předtím odpovídal mýtus. Když se v 1. polovině 1. tisíciletí př. n. l. začal rozvíjet dálkový obchod ve východním Středomoří a obchodníci se začali usazovat v přístavních městech mimo svůj domov, vznikly v těchto městech a osadách kulturně i jazykově smíšené společnosti. Lidé, kteří tu společně žili, byli vychováni v různých náboženstvích a kulturách a nesdíleli tedy tytéž tradice, jež ve starších, kulturně a nábožensky homogenních společnostech všechny spojovaly. Když na sebe narážely různé mytické tradice, začaly se navzájem zpochybňovat: tak přistěhovalci v řeckých městech pochybovali o výkladu světa, jak jej podávaly Homérovy a Hésiodovy básně, a naopak domácí Řekové odmítali jejich mytické tradice.
Filozofie vznikla nejprve v okrajových oblastech řecké kultury, v Iónii (tj. na západním pobřeží dnešního Turecka), na Sicílii a v jižní Itálii, kde k těmto střetům docházelo, a to jako způsob hledání „moudrosti“ čili pravdivého poznání skutečnosti a člověka, který by se neopíral o tradované autority, nýbrž pouze o rozumovou úvahu a argumenty. Ještě počátkem 6. stol. př. n. l. se athénský vládce Peisistratos snažil Homérovu autoritu obnovit, neměl však úspěch. Proti tomu totiž už stála začínající filozofie a jeden z prvních, Hérakleitos, výslovně odmítá Homéra i Hésioda, který podle něho „nezná ani den a noc“. Naopak je „každému člověku dáno, aby dovedl poznat sám sebe a být rozumný.“ Přesně to je první program řecké filozofie.

## Rozdělení
Kromě před-filozofického období mýtu, básnictví a konečně i tragédie můžeme období západní antické filozofie rozdělit zhruba do čtyř etap:

### Předsókratovská filozofie (předsókratici)

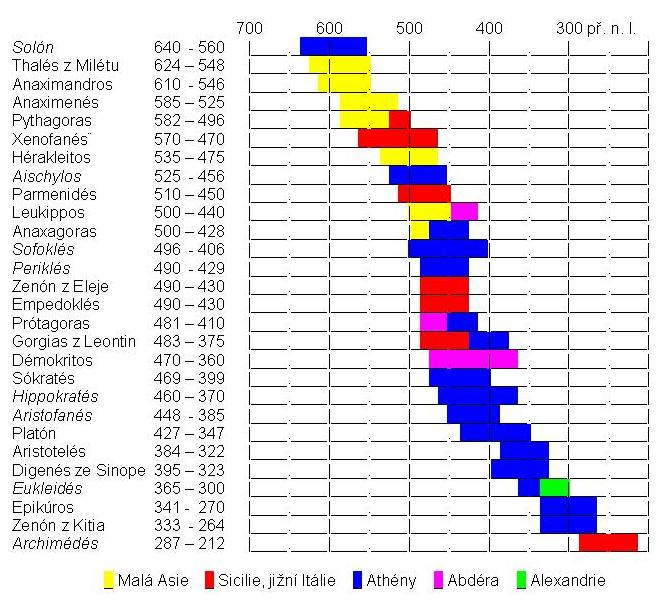
Chronologie řeckých filozofů (data jsou vesměs jen přibližná)

(6. až 5. stol. př. n. l.) jež se zabývá hlavně otázkami po původu světa a možnostech pravdivého poznání. Hlavní střediska byla na východě v Iónii, na egejských ostrovech a na Sicílii.
- Starořecké básnictví (již od 8. století př. n. l.), částečně filozofické, zabývající se kosmogonií a kosmologii – Hesiodos, Ferekýdés, theogonické výklady Orfismu
- Sedm mudrců
- Milétská škola – Thalés z Milétu, Anaximandros, Anaximenés
- Pýthagorejská škola – Pýthagorás a jeho žáci, Alkmaión
- Elejská škola – Xenofanés, Parmenidés, Zénón z Eleje
- Iónská škola (příbuzná s Milétskou) – Hérakleitos z Efesu, Archelaos
- Pluralisté – Anaxagorás, Empedoklés
- Atomisté – Leukippos, Démokritos

### Klasické období athénské filozofie
5. až 4. stol. př. n. l., též se nazývá vrcholné období, kdy se pozornost soustřeďuje na člověka a lidskou společnost, na podmínky dobrého života a začíná i soustavné studium přírody. Zdaleka nejdůležitějším střediskem jsou Athény a z jejich myšlenkového odkazu pak žijí i další období.
- Sókratés - 469–399 př. n. l.
- Platón - 427–347 př. n. l. a Platonismus
- Aristotelés - 384–322 př. n. l., založil školu Peripatetiků
- Xenofón – žák Sókratův a vedle Platóna hlavní pramen informací o Sókratovi
- Sofisté – Prótagorás z Abdér, Gorgiás z Leontín
- Kynismus –  Antisthenés, Díogenés ze Sinópé
- Megarská škola – Eukleidés
- Kyrénská škola – Aristippos
- Élidská škola – Faidón
- Pyrrhonismus – Pyrrhón, bývá považován i za spoluzakladatele skepticismu

### Helénistické období

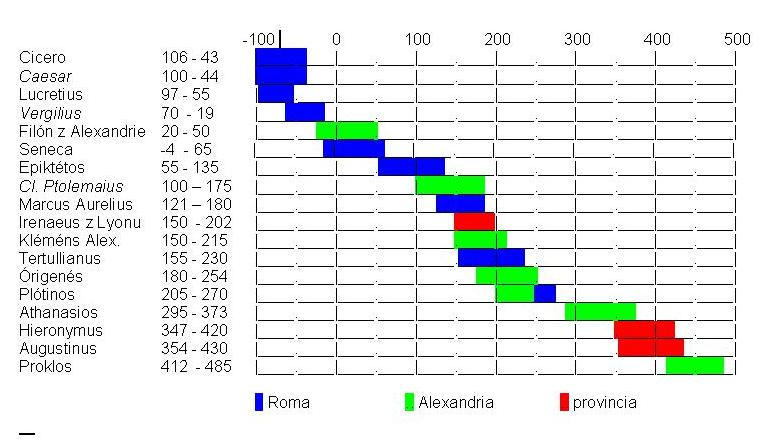
Chronologie helénistických a latinských filozofů (data jsou někde přibližná)

(3. stol. př. n. l. až 2. stol. n. l.), které se obrací především k otázkám etiky či praktické filozofie a v němž pokračuje rozvoj jednotlivých věd. Středisko se posouvá do Alexandrie a později do Říma.

## Vyústění a pokračování

### Latinská filozofie
(1. stol. př. n. l. až 5. stol. n. l.), jež se věnuje hlavně otázkám práva, spravedlnosti a dobré vlády, postupně přechází od řečtiny k latině, a v němž se také začínají prosazovat východní vlivy a zejména křesťanství. Mezi řeckými a římskými filozofy je i řada filozofů, kteří nepatřili pod žádnou školu.
Mezi hlavní myšlenkové proudy a postavy té doby patří:
- Stoicismus – Zénon z Kitia, Seneca, Epiklétos, Marcus Aurelius
- Epikureismus – Epikúros, Titus Lucretius Carus, Quintus Horatius Flaccus
- Skepticismus -  Zenón z Kitia, Pyrrhón z Élidy
- Eklekticismus – Marcus Tullius Cicero, Filón Alexandrijský
- Novoplatónismus – Plótínos, Iamblichos, Proklos, Boëthius.
- Novopythagoreismus – Apollonios

### Židovství a patristika
S křesťanstvím vstoupily do antického světa zásadně odlišné židovské představy jediného Boha, který není součástí světa jako bohové řečtí, nýbrž je jeho stvořitelem a svrchovaným pánem, pevného spojení náboženství s morálkou a s důrazem na individuální jednání každého člověka. Křesťanský Bůh se ale k člověku výslovně obrací svým Zjevením a dává mu naději na velkolepou budoucnost, křesťanskou spásu, které je ovšem podmíněna jeho jednáním, pokáním a láskou. Ze spojení židovského, křesťanského a antického duchovního světa vznikla koncem starověku křesťanská teologie a patristická literatura, na niž později navázala i středověká filozofie.